# Arroio Guabiroba
O Arroio Guabiroba é um dos arroios da cidade de Porto Alegre, capital do estado brasileiro do Rio Grande do Sul. Sua sub-bacia hidrográfica, que compõe a bacia hidrográfica do Lago Guaíba, possui uma área aproximada de 10,40 km²., localizada entre os bairros Ponta Grossa, Belém Novo e Lageado, os três na Região do Extremo-Sul de Porto Alegre. A calha do arroio possui 5.240 metros de comprimento.

## Nascentes e fluxo
O Guabiroba tem suas nascentes na porção norte dos morros Belém e Espíndula, divididos pela Estrada Chapéu do Sol, a qual faz a divisa geográfica dos bairros Belém Novo e Lageado. Nessa porção dos morros há o predomínio de propriedades rurais, que estão demarcadas na Zona Rural de Porto Alegre. 

### Terra Ville
A partir daí, os cursos d'água passavam perpendiculares às Estradas Francisca de Oliveira Vieira e Avenida Juca Batista, no sentido leste-oeste, numa gleba em que hoje se situa um grande condomínio residencial e horizontal de alto padrão, o "Terra Ville - Belém Novo Golf Club". Inaugurado em 2002, o primeiro loteamento desse condomínio modificou substancialmente o leito do arroio Guabiroba, criando vários lagos que somam 26 mil m², ao redor dos quais estão as ruas e moradas seguindo diretrizes da infraestrutura verde. Na época, o empreendimento recebeu denúncia de uma ONG, que culminou em um ajustamento entre o empreendedor do condomínio e o Ministério Público, para a criação de uma Reserva Particular do Patrimônio Natural (RPPN) como compensação ambiental.
Depois de passarem pelo primeiro loteamento do Terra Ville, as águas do Guabiroba correm entre uma outra gleba de terra e a área do Aeroclube do Rio Grande do Sul até chegar à sua foz no Guaíba.

### Dano ambiental na foz do arroio
Em outubro de 2014, Ronaldinho Gaúcho foi condenado por dano ambiental pela 3ª Vara Cível de Porto Alegre, após ter canalizado com muros de pedras um trecho da foz do Arroio Guabiroba em sua propriedade em Belém Novo, além de ter construído irregularmente um trapiche no Lago Guaíba e pavimentado suas margens. A Justiça, entendendo que se tratava de área de preservação permanente, o sentenciou a demolir as construções e a pagar uma multa de 800 mil reais, os quais seriam destinados ao Fundo Estadual do Meio Ambiente (Fema).

## Poluição
Devido à inexistência de rede coletora de esgoto cloacal, o Arroio Guabiroba se encontra contaminado pelo despejo do esgoto doméstico de residências, o qual fica visível em valas abertas nas vias públicas. 

## Dragagem
O arroio Guabiroba, tal qual os demais arroios do Município, é dragado e desassoreado periodicamente pelo DEP (Departamento de Águas Pluviais) a fim de evitar transbordamentos.

## Obra de macrodrenagem
Em dezembro de 2014, a Prefeitura Municipal anunciou o lançamento do "DrenaPOA" (Plano de Drenagem Urbana de Porto Alegre), o qual objetiva solucionar o escoamento de água em diversas regiões da cidade através de cinco grandes projetos de drenagem. O programa conta com investimentos de R$ 237 milhões liberados pelo Governo Federal através da Caixa Econômica Federal.
Um dos projetos do DrenaPOA tratava da construção de um canal de macrodrenagem para evitar, assim, que as cheias do Arroio Guabiroba e do arroio mais próximo a esse, o Salso, continuassem a provocar alagamentos nos loteamentos "Parque Agrícola Albion" e "Túnel Verde", ambos no bairro Ponta Grossa, além de viabilizar a regularização desses e a posterior pavimentação do sistema viário. O projeto executivo estava com licitação prevista para o primeiro trimestre de 2015, com o valor para elaboração do projeto orçado em R$ 457,75 mil.